# Simosuchus
Simosuchus byl rod suchozemského krokodýlovitého plaza z podřádu Notosuchia, žijícím v období křídy, asi před 70 až 66 miliony let na území současného Madagaskaru. Rod zahrnuje jeden druh Simosuchus clarki.

## Rozšíření
Tento rod je znám z objevů fosilií svrchnokřídového stáří ze souvrství Maevarano v dnešní provincii Mahajanga na Madagaskaru. Typový druh S. clarki byl popsán v roce 2000. Řada izolovaných zubů byla objevena také v souvrství Kallamedu v jižní Indii.

## Popis
Simosuchus byl malý, asi 0,75 m dlouhý plaz. Typickým znakem je krátká tlama, podle které dostal rod název (v řečtině mopso-nosý krokodýl). Podobně jako jiní zástupci krokodýlovitých byli simosuchové pokryti kostěnými útvary v kůži zvanými osteodermy. Oproti jiným mu osteodermy pokrývaly také většinu plochy končetin. Na základě zubů (tvaru javorového listu) vědci uvažují, že šlo pravděpodobně o býložravce. Stejně jako jiní členové podřádu Notosuchia žil na souši. 

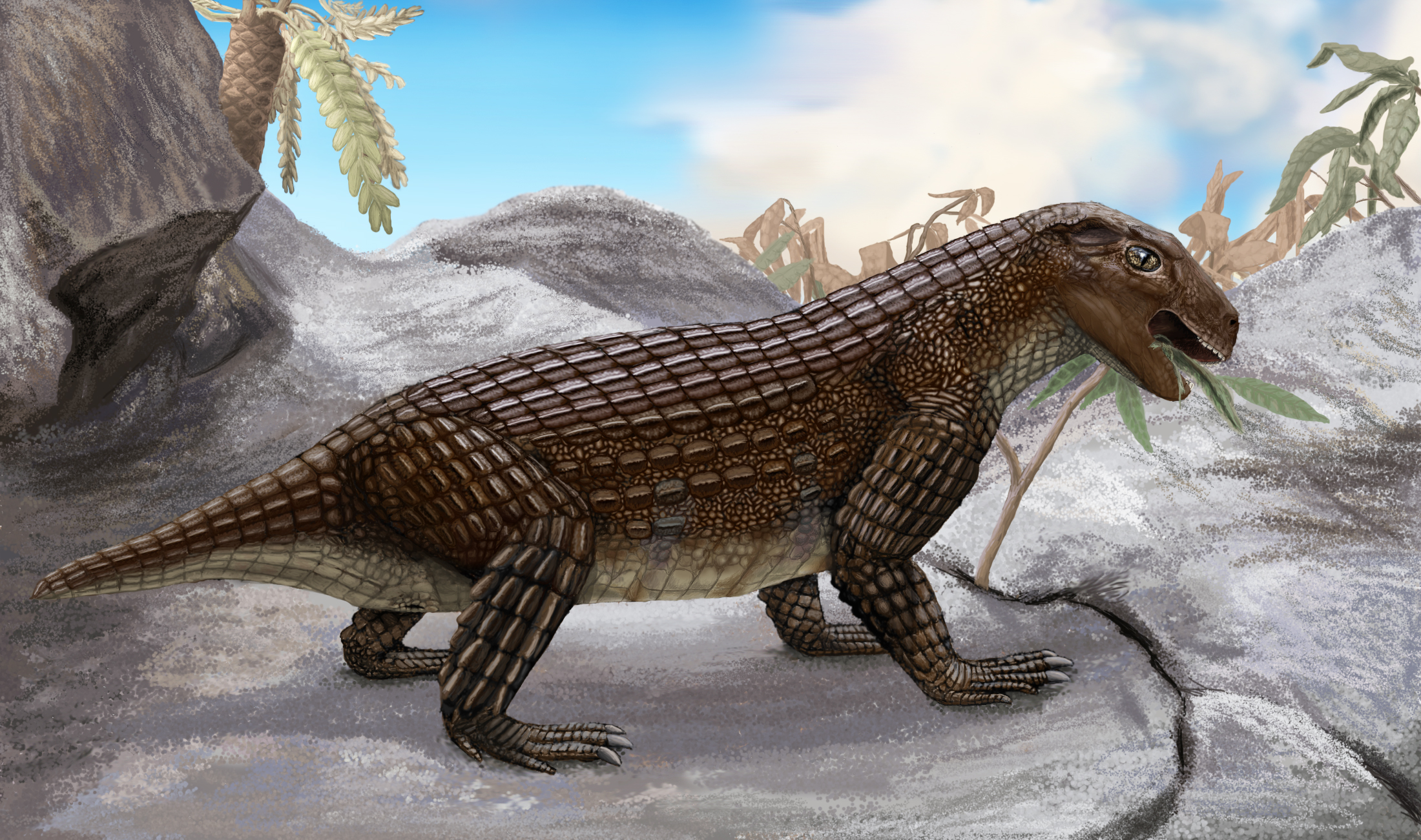
Rekonstrukce S. clarki
Porovnání S. clarki s člověkem
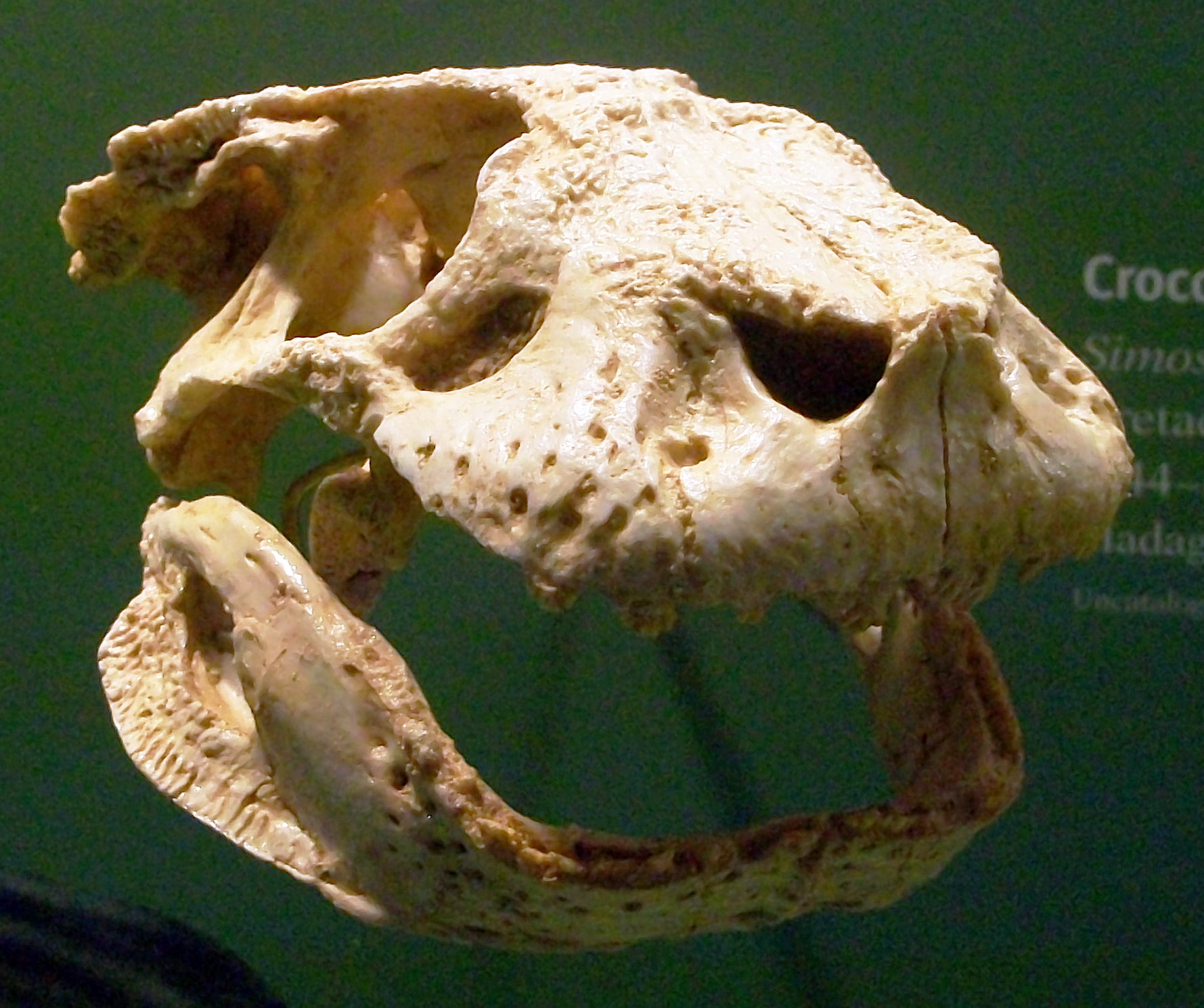
Rekonstruovaná lebka S. clarki z Field Museum of Natural History